# Kosei Nishihira

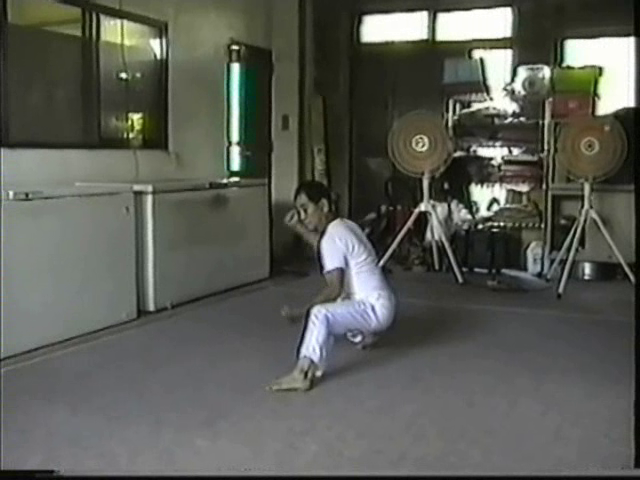
Nishihira Kosei

Kosei  Nishihira  (10 iunie 1942 - 14 mai 2007) a fost un karateka și un maestru de karate. A fost maestru de Shorin-Ryu Matsumura Seito Karate și Kobudo.

## Biografie
Kosei Nishihira s-a născut în 10 iunie 1942 într-un mic sat aproape de Yonabaru, în sudul insulei Okinawa, în Japonia. În jurul vârstei de cinsprezece ani 15 a început să practice dedicându-se cu mult drag lecțiilor primite de la mestrul Soken Hohan, stilul "ortodox"de karate,mai bine cunoscut sub numele de Șhorin Ryu Matsumura Seito Karate.
Stilul predat tânărului Nishihira era foarte dificil și era transmis personal cu multă severitate la un număr mic de "uchi-deshi"(elevi interni)  într-o manieră foarte selectivă si privată , totuși susținând câte-o lecție și "elevilor externi"japonezi, americani și alte naționalități, fără a face cunoscute acele secrete reținute prea periculoase pentru un practicant mediu.
În jurul vârstei de treizeci de ani se căsătorește cu fata unui expert în Kobudo de Okinawa cu care a avut doi fii,deschizând un magazin bentoyasan propriu la Nishihara, aproape de casa maestrului Hoan Soken,în ciuda activității intense lucrătoare, continuă să practice cu mai multă pasiune împreună cu al său  "Sensei". Frecvența și angajamentul cu care Nishihira practica-va lau adus inevitabil să se atașeze de marele  maestru Soken atribuindui și porecla de "Tan-Mei"(unchiul) încât îi rămâne aproape, având grijă de el până la moarte.
Nishihira s-a găsit de multe ori în cursul vieții sale în situația să înfrunte adversari mult mai robuști decât el,totuși ieșind învingător datorită lecților severe și dure ce le primea de la marele maestru Soken,permițându-i să aibă plină conștiință de eficacitatea tecnicilor,fără a simți nevoia de a fonda un alt stil diferit de acela învățat în privat de la maestrul său.
În timp ce rămâne  ascuns  pentru mulți ani, Kosei Nishihira a devenit un mare maestru la rândul său,cunoscut la nivel internațional ca erede de Karate Matsumura Seito de marele maestru Soken, datorită umilinței și reținerei sale l-au condus să rămână credincios dorinței maestrului său de a nu răspândi stilul,dar săl transmită celor mai apreciați,încât nici vecinii săi de casă nu au ajuns să cunoască ce fel de practicant expert era.
Totuși azi anumiți maeștri de karate afirmă că ar fi fost elevi al maestrului Nishihira,dar el însuși înaintea mortii sale recunoscu,declarând că studenți ai să-i numai maeștrii:Giuseppe Meloni (reprezentant în Europa), Ricky Rose (U.S.A), Theodore Lange (Australia) și Richard Boyden. Ricky Rose și Theodore Lange la rândul lor au fost deja elevi de Soken Hohan și succesiv de Nishihira Kosei.